# Liste der Bodendenkmäler in Reut
Auf dieser Seite sind die Bodendenkmäler in der niederbayerischen Gemeinde Reut zusammengestellt. Diese Tabelle ist eine Teilliste der Liste der Bodendenkmäler in Bayern. Grundlage ist die Bayerische Denkmalliste, die auf Basis des Bayerischen Denkmalschutzgesetzes vom 1. Oktober 1973 erstmals erstellt wurde und seither durch das Bayerische Landesamt für Denkmalpflege geführt wird. Die folgenden Angaben ersetzen nicht die rechtsverbindliche Auskunft der Denkmalschutzbehörde.

## Bodendenkmäler der Gemeinde Reut

### Bodendenkmäler in der Gemarkung Randling
| Lage                | Objekt | Akten-Nr.     | Bild |
| ------------------- | --- | ------------- | ---- |
| Randling (Standort) | Untertägige spätmittelalterliche und frühneuzeitliche Befunde und Funde im Bereich der katholischen Filialkirche St. Johannes der Täufer von Noppling und ihres mittelalterlichen Vorgängerbaus. | D-2-7643-0011 |      |
| Randling (Standort) | Untertägige spätmittelalterliche und frühneuzeitliche Befunde und Funde im Bereich der katholischen Filialkirche St. Kastulus von Edermanning.                                                   | D-2-7643-0054 |      |

### Bodendenkmäler in der Gemarkung Reut
| Lage            | Objekt | Akten-Nr.     | Bild |
| --------------- | --- | ------------- | ---- |
| Reut (Standort) | Untertägige spätmittelalterliche und frühneuzeitliche Befunde und Funde im Bereich der katholischen Pfarrkirche St. Stephan von Reut und ihres mittelalterlichen Vorgängerbaus. | D-2-7643-0053 |      |

### Bodendenkmäler in der Gemarkung Taubenbach
| Lage                  | Objekt | Akten-Nr.     | Bild |
| --------------------- | --- | ------------- | ---- |
| Taubenbach (Standort) | Burgstall des hohen oder späten Mittelalters. | D-2-7743-0014 |      |
| Taubenbach (Standort) | Archäologische Befunde und Funde im Bereich der spätmittelalterlichen katholischen Pfarrkirche St. Alban von Taubenbach und ihrer hochmittelalterlichen Vorgängerbauten sowie der spätmittelalterlichen Wallfahrtskapelle St. Alban und des zugehörigen Pfarrhofes. | D-2-7743-0021 |      |